# Giovanni Magli
Giovanni Magli (Barcellona Pozzo di Gotto, 27 giugno 1884 – Bari, 28 gennaio 1969) è stato un generale e politico italiano, generale di corpo d'armata.

## Biografia
Nacque a Barcellona Pozzo di Gotto il 27 giugno 1884, figlio di Diomede e Calcagno Antonia. Dopo aver frequentato il corso triennale presso la Regia Accademia Militare di Fanteria e Cavalleria di Modena ne uscì, nel 1908, primo del suo corso, con il grado di sottotenente assegnato all'arma di fanteria, venendo destinato a prestare servizio presso il 47º Reggimento fanteria "Ferrara".
Nel 1911 è in Libia dove prende parte alla guerra italo-turca conquistando, nel 1913, una prima decorazione al valore. Nello stesso anno è, per un breve periodo, insegnante presso la Scuola di applicazione di fanteria.
Nell'aprile del 1915 è capitano del 10º Reggimento fanteria "Regina" e con questa unità, dopo l'entrata in guerra del Regno d'Italia, avvenuta il 24 maggio successivo, prende parte alla seconda battaglia dell'Isonzo (dal 18 luglio al 3 agosto) ottenendo il 22 luglio la sua prima Medaglia di bronzo al valor militare. Divenuto aiutante maggiore guadagnerà, durante la terza battaglia dell'Isonzo, una seconda Medaglia di bronzo al valor militare. In seguito fu trasferito, per un anno e mezzo, allo Stato maggiore del IX Corpo d'armata meritando anche qui un encomio solenne. Promosso maggiore fu trasferito presso il Comando Supremo dove prestò servizio fino alla fine del conflitto; qui strinse amicizia con Ugo Cavallero.
Nel primo dopoguerra fece parte della commissione incaricata della preparazione del trattato di pace con l'Austria, si recò inoltre nella stessa Austria per svolgere incarichi speciali; terminato il servizio di Stato maggiore rientrò al comando delle truppe alla testa di un battaglione del 47º Reggimento fanteria, ove rimase dal 1924 al 1925 rientrando in seguito allo Stato Maggiore Centrale. Promosso al grado di tenente colonnello nel 1928 fu Capo di stato maggiore della Divisione Militare di Messina; nel 1932 divenne colonnello e fu destinato al comando dell'83º Reggimento fanteria "Venezia".
Viene nominato, nel 1934, Capo di stato maggiore del XIII Corpo d'armata a Cagliari e, dal 1935, Capo Ufficio della Segreteria e del Personale dello Stato maggiore a Roma. Nel 1938 è a Londra e a Ginevra incaricato di studi su trattati riguardanti le truppe e la Croce Rossa.
Sempre nel 1938, promosso generale di brigata, comandò la Divisione "Centauro" rimanendone al comando anche dopo la sua trasformazione in divisione corazzata. Con questa unità fu inviato nel 1939 in Albania, partecipando alla sua testa, dopo l'inizio della campagna italiana di Grecia e dando buona prova di sé. L'anno successivo viene promosso a generale di divisione con la seguente motivazione:
(Lekdushai, 19 dicembre 1940-31 gennaio 1941 [R.D. del 6 luglio 1941])
Nel febbraio del 1941 veniva chiamato dal Capo dello Stato Maggiore Generale Ugo Cavallero al Comando Supremo quale "generale addetto"; qui, alla fine del 1942, riceverà la promozione a generale di corpo d'armata quale riconoscimento per aver svolto in maniera eccellente i compiti assegnategli.
Fu generale addetto allo stato maggiore generale dal 23 febbraio 1941 al 5 febbraio 1943.
Comandò in seguito il VII Corpo d'armata in Corsica, le forze armate della Corsica, le forze armate della Sardegna e il XIII Corpo d'armata. 
Fu poi a disposizione del Ministero della guerra per incarichi speciali nel 1944.